# ثوم طويل الأوراق
ثوم طويل الأوراق (الاسم العلمي: Allium longifolium) هو نوع من النباتات يتبع جنس الثوم من فصيلة النرجسية.